# シフトアウト・シフトイン
シフトアウト (SO: Shift Out)・シフトイン (SI: Shift In)は、制御文字の一種である。ASCIIではそれぞれ14(0x0E)と15(0x0F)に割り当てられている。
キャレット記法ではそれぞれ ^N,  ^O と表され、Unicodeでは制御文字の図形表現として ␎ (U+240E), ␏ (U+240F)が定義されている。
元々これらの制御文字は、テレタイプ端末等で印字する色を変える機能のために使われていた。テレタイプ社のモデル38のような電子式タイプライターやテレタイプ端末では、インクリボンが上下で赤色と黒色に分かれており、インクリボンを上下させることで色を変えていた。これは、手動タイプライターでの同じ機能を自動化したものである。デフォルトの位置は黒で、SOを受信してインクリボンを動かすと赤になり、SIを受信してインクリボンを元の位置に戻すと黒になった。
後に技術が向上すると、この機能はフォントや文字セットの切り替えに使われるようになった。例えば、ロシア語の文字セットであるKOI-7では、SOでロシア文字、SIでラテン文字の印字を開始した。SO/SI制御文字はVT100の罫線素片やSoftBank絵文字の表示でも使われた。ISO/IEC 2022は、この文字セットの切り替えを一般化したものである。